# ねこ屋敷
ねこ屋敷（ねこやしき）は、かつて吉本興業で活動していた日本のお笑いコンビ。よしもと漫才劇場を拠点に活動していた。2022年5月2日解散。

## メンバー
河野 菜摘（こうの なつみ、1996年5月25日（29歳）- ）
音響（ギター・作曲）担当、立ち位置は向かって左。
大阪府高石市出身。
身長158 cm、体重54 kg。血液型O型。
趣味は音楽ライブを見に行くこと、映画鑑賞。
特技はギター。
工業高校の中退歴がある。その後、専門学校に入学したがこれも長続きせず2度目の中退を経てNSCへ入学。
ジュースごくごく倶楽部に所属し、ボーカル兼ギターを担当していた。
歌唱力を生かしてAimerの歌まねを行う。
ギョロ目である為、周りからは「怖い」「目がバキバキ」とよく言われる。
「ハンバーガーのバンズを捨てて中身だけ食べる」「店で食事した帰り際、食器をまとめて片付ける」「知らない人をネタ合わせに勝手に連れてくる」などの奇行が相方にInstagramで暴露されている。

山﨑 愛子（やまさき あいこ、1994年12月20日（30歳）- ）
ネタ作り(作詞)・フリップ担当、立ち位置は向かって右。
福岡県北九州市出身、大阪芸術大学芸術学部舞台芸術学科卒業。
身長159 cm、体重45 kg。血液型O型。
山「崎」ではなく、「﨑」が正式な表記である。
趣味は絵、イラスト、ギター、ハンドメイド、特撮、動物・昆虫観察、歌舞伎、カラオケ、よさこい、トイレの芳香剤。お香収集
特技は似顔絵、イラスト、小道具作り。
同期の鮫島ガッチャンコ（こちとら真骨頂）と付き合っていたが、別れてしまった。なお、同期なので現在も仲は良い。
前コンビ「無人党」時代は尖っていた。
Cedric Laquiezeのファン。
マセキ芸能社所属のカナメストーンのファンである。
2022年6月17日、ジュースごくごく倶楽部にボーカル・愛コーラとして正式加入した。
コンビ解散後はピン芸人として活動し、2022年7月6日に芸名を「山﨑おしるこ」と改名した事を発表した。
2022年9月、ユニットとして渡邉直樹（元・シンスプリント、かいじゅうの王様）と組んでいた男女お笑いコンビ「ムームー大陸」を正式に結成。それと同時に活動拠点を東京に移す。
2024年3月、山﨑おしるこ名義で著した絵本『だんごむしまつり』（KADOKAWA）を発売。
2024年11月22日、ムームー大陸の解散を発表。

## 来歴
当初はお互い別々のコンビとして活動していたが、2017年の夏頃にそれぞれ解散。NSCの「相方探しの会」に参加し同期が先にコンビを組んでいたりピンで活動していたりして、互いに「こいつしかいない」という状況になったことがきっかけで結成。これを山﨑は「消去法」と語っている。コンビ名はノリで付けた。
NSC在学中に女芸人No.1決定戦 THE Wにおいて準決勝進出、12月30日のオールザッツ漫才へ出演。
歌ネタ王決定戦には2018年から出場しており、3年連続準決勝進出。
2022年5月2日、同日をもって解散する事が発表された。山﨑は自身のTwitterアカウントにて「私はこれからも芸人を続けます、まだまだ未熟ですがどうか皆様これからもよろしくお願い致します」とコメントしている。

## 芸風
スタンダードな漫才の他に歌ネタ、フリップ芸を特色とする。河野がギターを弾き、山﨑がフリップをめくりながら2人で歌う。ネタによってはあるあるネタの場合もある。
代表的なネタに「ちんすこうの歌」「デニールの歌」「鍋公開処刑」など。「デニールの歌」はiTunes Storeで発売中。

## 賞レースなどでの戦績

### M-1グランプリ
| 年               | 結果      | エントリー No. | 会場           | 日時     |
| ---------------- | --------- | -------------- | -------------- | -------- |
| 2017年（第13回） | 2回戦進出 | 3586           | YES THEATER    | 10月10日 |
| 2018年（第14回） | 2回戦進出 | 2314           | YES THEATER    | 10月11日 |
| 2019年（第15回） | 2回戦進出 | 3576           | 朝日生命ホール | 10月9日  |
| 2021年（第17回） | 1回戦敗退 | 3073           | SPACE 14       | 9月22日  |

### THE W
| 年     | 結果       | 会場                   | 日時     |
| ------ | ---------- | ---------------------- | -------- |
| 2017年 | 準決勝進出 | ルミネtheよしもと      | 11月12日 |
| 2018年 | 準決勝進出 | ルミネtheよしもと      | 11月12日 |
| 2019年 | 不明       | 不明                   | 不明     |
| 2020年 | 準決勝進出 | ルミネtheよしもと      | 10月22日 |
| 2021年 | 2回戦進出  | 森ノ宮よしもと漫才劇場 | 9月14日  |

### 歌ネタ王決定戦
| 年度   | 結果       | 会場                           | 日時    |
| ------ | ---------- | ------------------------------ | ------- |
| 2018年 | 準決勝進出 |                                |         |
| 2019年 | 準決勝進出 |                                |         |
| 2020年 | 準決勝進出 |                                |         |
| 2021年 | 準決勝進出 | COOL JAPAN PARK OSAKA TTホール | 8月23日 |

### その他
- 2020年 令和2年度 NHK新人お笑い大賞 - 本戦進出

## 出演

### バラエティ番組
- オールザッツ漫才（2017年12月30日、2019年12月29日、毎日放送）
- 前略、西東さん（2020年8月29日、中京テレビ）
- 新春大売り出し!さんまのまんま（関西テレビ放送・フジテレビ系）- 2021年1月2日「今田耕司のオススメ芸人」コーナー出演
- 今ちゃんの「実は…」（朝日放送テレビ）-2021年2月10日
- ものまねグランプリ（日本テレビ）- 2021年5月4日 河野のみ[19]、Aimerのものまねを披露[20]。
- 歌ネタゴングSHOW 爆笑!ターンテーブル（TBSテレビ）- 2021年7月2日
- よんチャンTV（毎日放送）- 2021年8月20日
- おもしろ荘2022（日本テレビ）- 2021年12月31日深夜

### ネット配信
- 前略 #バズりたガール（LINE LIVE）
- チャンスの時間（AbemaTV） - 2020年6月17日「第2回本気エロ漫画王決定戦」（山﨑のみ）[21]

## 単独ライブ
| 公演年 | 公演名                   | 公演日・会場                      | 備考     |
| ------ | ------------------------ | --------------------------------- | -------- |
| 2019年 | 譜を捨てよ、板に付こう🥀 | 11月23日（土） ZAZA HOUSE         |          |
| 2020年 | ガラパゴスよりの信者     | 7月23日（木・祝）よしもと漫才劇場 |          |
| 2021年 | ぴ                       | 7月9日（土）よしもと漫才劇場      |          |
| 2021年 | ちょこざいな！           | 11月12日（金）よしもと漫才劇場    | 公演中止 |
| 2022年 | ちょこざいな！           | 3月27日（日） よしもと漫才劇場    |          |